# Mastixis
Mastixis — рід совкових з підродини совок-п'ядунів який зустрічається в Південній Америці, Центральній Америці та Мексиці.

## Систематика
У складі роду:
- Mastixis aeneas Schaus, 1916
- Mastixis albilimbata Dognin, 1914
- Mastixis angitia Druce, 1891
- Mastixis anthores Druce, 1891
- Mastixis aonia Druce, 1891